# Јозеф Штраус
Јозеф Штраус (20. август 1827 — 22. јул 1870) је био аустријски композитор.
Рођен је у Маријахилфу (данас један од Бечких округа), син Јохана Штрауса I и Марије Ане Стрејм и брат Јохана Штрауса II и Едуарда Штрауса. Његов отац је желео да Јозеф одабере каријеру у аустријској хабзбуршкој војсци.
Школовао се за инжењера, а радио је за град Беч као инжењер и пројектант. Дизајнирао је возило за метење улица са ротирајућим четкама на коњску вучу и објавио два уџбеника из математичких предмета. Штраус је имао таленте као уметник, сликар, песник, драматург, певач, композитор и проналазач. Студирао је музику код Франца Долешала и научио да свира виолину код Франца Антона Риса.

## Породични оркестар
Придружио се породичном оркестру, заједно са својом браћом, Јоханом Штраусом II и Едуардом Штраусом средином деветнаестог века. Његово прво објављено дело звало се Први и последњи. Када се Јохан тешко разболео 1853. године, Јозеф је неко време водио оркестар. Бечлије који воле валцер су ценили његове ране композиције, па је одлучио да настави породичну традицију компоновања музике за плес. Његова породица и блиски пријатељи су га знали као „Пепи“, а Јохан је једном рекао за њега: „Пепи је даровитији од нас двојице; ја сам само популарнији. . .“ 

## Породични живот
Јозеф Штраус се оженио Каролином Прукмајер у цркви Светог Јохана Непомука у Бечу 8. јуна 1857. и имао је једну ћерку, Каролину Ану, која је рођена 27. марта 1858. године.

## Музика
Јозеф Штраус је написао 283 броја опуса. Написао је многе валцере, полке и другу плесну музику, као и неколико маршева. Валцер "Динамиде, чудесне силе привлачности" уз употребу молских тонова показао је квалитет који је разликовао његове валцере од валцера његовог популарнијег старијег брата. Полка-мазурка показује утицај Штрауса, где је написао многе примере попут "Еманципована жена" и "Вилин коњиц".

## Смрт
Јозеф Штраус је био болестан већину свог живота. Био је склон несвестима и интензивним главобољама. Током турнеје 1870. године, пао је у несвест са диригентског подијума у Варшави док је дириговао, ударивши се у главу. Жена га је вратила кући у Беч, у Хиршенхаус, где је умро 22. јула исте године. Коначна дијагноза наводи само распаднуту крв. Кружиле су гласине да су га претукли пијани руски војници након што је наводно једне ноћи одбио да наступи за њих. Конкретан узрок смрти није утврђен, пошто је његова удовица забранила било какву обдукцију. Првобитно сахрањен на гробљу Светог Маркса у Бечу, Штраус је касније ексхумиран и поново сахрањен на Средишњем бечком гробљу, заједно са својом мајком Аном.

## Композиције Јозефа Штрауса
Радови Јозефа Штрауса укључују:
- Die Ersten und Letzten ("Први и последњи") валцер опус 1 (1853)
- Die Ersten nach den Letzten ("Први после последњег") валцер опус 12 (1854)
- Die Guten, Alten Zeiten ("Стара добра времена") валцер опус 26 (1856)
- Mai-Rosen ("Мајске руже") валцер опус 34 (1857)
- Liechtenstein-Marsch ("Лихтенштајнски марш") валцер опус 36 (1857)
- Perlen der Liebe ("Љубавни бисери") концертни валцер опус 39 (1857)
- Wallonen-Marsch ("Валонски марш") валцер опус 41 (1857)
- Moulinet-Polka ("Полка Мулине") француска полка опус 57 (1858)
- Laxenburger-Polka ("Лаксенбуршка полка") опус 60 (1858)
- Sympathie ("Симпатија") полка-мазурка опус 73 (1859)
- Lustschwärmer ("Трагач за весељем") валцер опус 91 (1860)
- Schabernack ("Смицалице"), брза полка опус 98
- Wiener Bonmots ("Бечке узречице") валцер опус 108 (1861)
- Winterlust ("Зимско весеље") полка опус 121 (1862)
- Brennende Liebe ("Горућа љубав") полка-мазурка опус 129 (1862)
- Auf Ferienreisen! ("На одмору"!) полка опус 133 (1863)
- Die Schwätzerin ("Трачара") полка-мазурка опус 144 (1863)
- Wiener Couplets ("Бечки двостихови") валцер опус 150 (1863)
- Dorfschwalben aus Österreich ("Сеоске ласте из Аустрије") валцер опус 164 (1864)
- Frauenherz ("Женско срце") полка-мазурка опус 166 (1864)
- Sport-Polka опус 170 (1864)
- Dynamiden ("Динамиде, чудесне силе привлачности") валцер опус 173 (1865)
- Stiefmütterchen ("Љубичице") полка-мазурка опус 183 (1865)
- Transaktionen ("Трансакције") валцер опус 184 (1865)
- Carrière ("Каријера") брза полка опус 200
- Die Marketenderin ("Оружарка") полка опус 202 (1866)
- Die Libelle ("Вилин коњиц") полка-мазурка опус 204 (1866)
- Delirien ("Делиријуми") валцер опус 212 (1867)
- Herbstrosen ("Јесење руже") валцер опус 232 (1867)
- Sphärenklänge ("Звуци сфера") валцер опус 235 (1868)
- Eingesendet ('Letters to the Editor') полка опус 240 (1868)
- Plappermäulchen ("Брбљивци") полка опус245 (1868)
- Aquarellen (waltz) ("Акварели") валцер опус 258 (1869)
- Eislauf ("Клизање на леду") полка опус 261 (1869)
- Neckerei ("Чикање") полка мазурка опус 262
- Mein Lebenslauf ist Lieb und Lust ("Мој живот је љубав и весеље") валцер опус 263 (1869)
- Die Tanzende Muse ("Плешућа муза") полка мазурка опус 266 (1869)
- Feuerfest! ("Ватромет!") француска полка опус 269 (1869).
- Aus der Ferne ("Из даљине") полка мазурка опус 270 (1869)
- Ohne Sorgen! ("Вез бриге!") полка опус 271 (1869)
- Nilfluthen ("Воде Нила") валцер опус 275 (1870)
- Frauenwürde ("Женско достојанство") валцер опус 277 (1870)
- Jokey-Polka ("Џокеј полка") опус 278 (1870)
- Hesperusbahnen ("Стазе вечерње звезде") валцер опус 279 (1870)
- Die Emancipierte ("Еманципована жена") полка мазурка опус 282 (1870)